# Pogonocherus marcoi
Pogonocherus marcoi är en skalbaggsart som beskrevs av Gianfranco Sama 1993. Pogonocherus marcoi ingår i släktet Pogonocherus och familjen långhorningar. Inga underarter finns listade i Catalogue of Life.